# Goin' Band from Raiderland

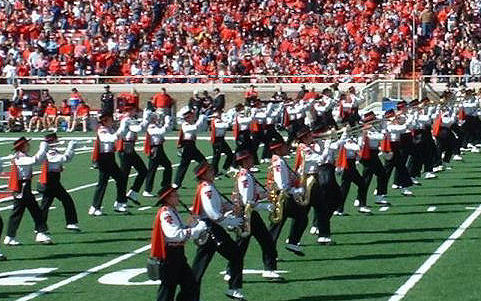
La Goin' Band from Raiderland del Tecnológico de Texas en el campo de un partido de fútbol americano contra Baylor en el 2006

La Goin' Band from Raiderland, de 450 miembros, es la banda de marcha del Instituto Tecnológico de Texas.

## Historia
La Goin' Band from Raiderland, originalmente conocida como The Matador Band, es tan antigua como el Tecnológico de Texas. Bajo la dirección de W. Waghorne, tocaron en la apertura de un juego de fútbol americano en octubre de 1925, presentándose solamente entre 21 y 25 miembros.
En 1926, Harry Lemaire (1862–1963) fue nombrado director de la banda de marcha. Según su servicio en el ejército británico, Lemaire había sido director de banda a cargo de Theodore Roosevelt durante la guerra hispano-estadounidense y había sido amigo y compañero de John Philip Sousa. Bajo su liderazgo, la banda se ganó su nombre, cuando se convirtió en la primera banda universitaria en viajar a un partido fuera de casa. También durante el mandato de Lemaire, la banda se convirtió en la primera en tener un espectáculo de medio tiempo transmitido en la radio.
El comediante estadounidense, Will Rogers, apoyó en el financiamiento para un viaje a Fort Worth, Texas, lo cual hizo que la banda pudiera tocar en el juego en contra de los TCU Horned Frogs, haciéndose la primera banda en viajar a un juego fuera de casa. También ayudó en la compra de nuevos uniformes.
En 1934, Dewey O. "Prof" Wiley (1898–1980) se convirtió en director y expandió la banda de 60 miembros a más de 200 en los próximos años.
En 1938 el Tecnológico de Texas se convirtió en la primera universidad de Texas en albergar una sucursal de Kappa Kappa Psi. La organización "hermana" de Kappa Kappa Psi, Tau Beta Sigma, se originó en el Tecnológico de Texas en 1937. Sin embargo, debido a complicaciones legales, la hermandad no pudo solicitar un contrato nacional. La sucursal Alfa de Tau Beta Sigma fue entregada al club de la banda de Oklahoma A&M University (ahora Oklahoma State University), y el Tecnológico de Texas aceptó la sucursal de Beta.
Dean Killion (1926–1997) llegó a la Goin' Band en 1959. Como su predecesor había hecho, Killion generó otra expansión, esta vez duplicando las filas a más de 400 miembros.
Para asegurarse de que cualquier espectador escuchara la misma calidad de la presentación, sin importar en donde estuviese sentado en el estadio, Killion organizaba los espectáculos, de modo que, la misma instrumentación estuviese siempre en ambos lados de la línea de 50 yardas, y que la banda tocara más o menos igual en las dos mitades del estadio.
En 1981, Keith Bearden se convirtió en el primer alumno del Tecnológico de Texas en hacerse director de la Goin' Band. Continuó con el mismo estilo y tradiciones de los previos directores, así como también dirigió a la banda a conseguir el prestigioso Sudler Trophy en 1999. Bearden también llevó a nuevos espacios a la Goin' Band, por ejemplo, cuando la banda viajó a Irlanda en 1998 para formar parte de los desfiles del Día de San Patricio en Dublín y Limerick.
La Goin' Band también recibió otro premio, cuando uno de sus miembros, Armen Williams, se convirtió en el primer "rey del año" representando a Goin' Band y a Kappa Kappa Psi en el otoño del 2004.
El Dr. Keith Dye y Duane Hill se desempeñaron como codirectores provisionales de la Goin' Band from Raiderland, mientras el director Christopher M. Anderson estaba ausente temporalmente. Se esperaba que regresaría para la temporada 2011–12, pero renunció a su puesto y aceptó el cargo de director de bandas del Instituto Tecnológico de Arkansas. Posteriormente, Hill, tomó el lugar de director de la Goin' Band y actualmente dirige la banda con la asistencia de Dr. Eric Allen.

## La Goin' Band de ahora
En consonancia con la Arquitectura Renacentista Española del campus, los uniformes de la Goin' Band tienen el estilo de los trajes de los toreros, completo con una capa y con un sombrero plano de ala ancha de gaucho. El estilo tradicional de estos uniformes ha sido utilizado por cerca de más de 20 años. La Goin' Band, a través de varias generosas donaciones privadas, junto con la ayuda de la universidad y de la asociación de la Goin' Band, recibieron nuevos uniformes en el otoño del 2008.
El repertorio de presentaciones de la Goin' Band es muy amplio, van desde marchas tradicionales de piezas de jazz hasta las obras de Elton John y Carlos Santana.
La Goin' Band hace uso de dos estilos tradicionales de marcha en sus presentaciones, (formaciones moviéndose de línea de meta a línea de meta) y estilo "corps" (formaciones, mientras se toca, en la línea de banda). La Goin' Band también incorpora algunas tácticas de las bandas "scramble".
Como la mayoría de las bandas escolares, la Goin' Band está abierta para todos los estudiantes del Tecnológico de Texas, independientemente de la carrera o curso de estudio. De hecho, una porción significante de los miembros de la banda, no son estudiantes de alguna carrera de música. Prácticamente cada uno de los departamentos y cursos de estudio disponibles en el Instituto Tecnológico de Texas están presentes entre los miembros de la Goin' Band. Por esta razón, la Goin' Band implementa un rápido pero eficiente método para aprender nuevas presentaciones, que con frecuencia no es necesario prácticas fuera del horario normal de clases ("banda de marcha" es un curso actual en el Tecnológico Texas). Esto permite que una amplia variedad de estudiantes, practiquen sin poner tensión adicional a sus otras obligaciones. Seis, y a veces siete espectáculos diferentes son presentados por la Goin' Band en el transcurso de la temporada. No es inusual para la banda, aprender un nuevo espectáculo desde cero en solo cinco días, y tenerlo listo para presentar el sábado, para que después empiecen de nuevo con una nueva práctica el lunes siguiente.

## Música tradicional del Instituto Tecnológico de Texas

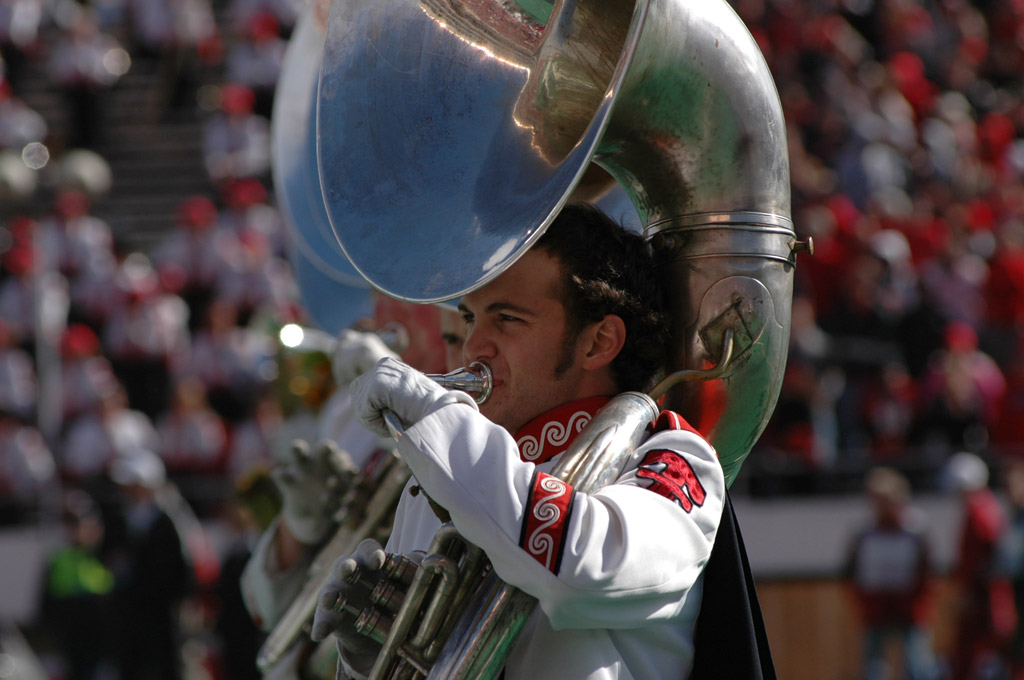
Un miembro de la banda tocando el sousaphone.

- "Cotton Fields" Huddie Ledbetter (1940) Organizada por Joel Leach
- "Fight On For Texas Tech" Thornton W. Allen
- "Fight Raiders, Fight" Carroll McMath y James Nevins (1936)
- "Macarena" Bernardino B. Monterde (1944)
- "Malaguena" Ernesto Lecuona y Casado (1927)
- "March Grandioso" Roland F. Seitz (1909)
- "Red Raider Fanfare" Richard E. Tolley
- "Ride, Raider, Ride" Richard E. Tolley (1961)
- "Texas, Our Texas" William J. Marsh y Gladys Yoakum Wright (1924)
- "Texas Tech On Parade" Edward S. Chenette
- "The Battle Hymn of the Republic" William Steffe y Julia Ward Howe (1861)
- "The Matador Song" (alma mater del Instituto Tecnológico de Texas) R.C. Marshall y Harry Lemaire (1931)
- "The Star-Spangled Banner" Francis Scott Key (1814) adaptada por Henry Fillmore (1934)

## Directores
- 1925–1926: W. Waghorne (Presidente del Departamento de Música; la posición de director todavía no existía)
- 1926–1934: Harry Lemaire
- 1934–1959: D. O. "Prof" Wiley
- 1959–1981: Dean Killion
- 1981–2003: Keith Bearden
- 2003–2010: Christopher M. Anderson
- 2010–2011: Dr. Keith Dye y Duane Hill
- 2012–presente: Duane Hill y Dr. Eric Allen

## Referencias

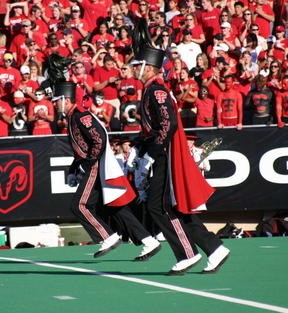
Los líderes de la batería, Phil Flynn y Drew WyrickLa, de la Goin' Band from Raiderland del Tecnológico de Texas